# 1953 Rupertwildt
1953 Rupertwildt è un asteroide della fascia principale. Scoperto nel 1951, presenta un'orbita caratterizzata da un semiasse maggiore pari a 3,1096212 UA e da un'eccentricità di 0,1826604, inclinata di 2,45914° rispetto all'eclittica.
L'asteroide è dedicato all'astronomo statunitense, di nascita tedesco, Rupert Wildt.